# هيدي مالر
هيدي مالر (بالألمانية: Heidi Mahler)‏ (و. 1944  م) هي ممثلة مسرحية، وممثلة أفلام ألمانية، ولدت في هامبورغ.

## وصلات خارجية
- هيدي مالر على موقع IMDb (الإنجليزية)
- هيدي مالر على موقع ألو سيني (الفرنسية)
- هيدي مالر على موقع قاعدة بيانات الفيلم (الإنجليزية)
- هيدي مالر على موقع كينوبويسك (الروسية)

- هيدي مالر في قاعدة بيانات الأفلام على الإنترنت